# Zandzeggepantserwants
De zandzeggepantserwants (Phimodera humeralis) is een wants uit de familie Scutelleridae, pantserwantsen, juweelwantsen.

## Uiterlijk
De zandzeggepantserwants varieert in kleur van zanderig oker tot lichtbruin. Net als bij de andere soorten pantserwantsen bedekt het scutellum het hele achterlijf. Door de vorm en kleur lijkt hij op een steentje en valt hij niet op. De lengte is 5-7 mm.

## Verspreiding en habitat
Deze soort is in veel gebieden, en ook in Nederland en België, een zeldzame wants. Hij komt verspreid voor in Centraal-Europa tot in Siberië op gebieden met een zandbodem, zoals de duinen van West-Europa. In totaal werden van 1878 tot en met 1941 slechts zeven zandzeggepantserwantsen op vier vindplaatsen gevonden. Na bijna 70 jaar werd op 5 juni 2010 door de bioloog Berend Aukema een populatie waargenomen op een klein stukje spaarzaam, voornamelijk met buntgras en zandzegge begroeid stuifzand in het noordelijk deel van de Limitische Heide bij Huizen in Het Gooi. Hoogstwaarschijnlijk komen ze op meer plaatsen voor, maar zijn ze door hun verborgen leefwijze moeilijk te vinden.

## Leefwijze
De zandzeggepantserwansen voeden zich met wortels van planten uit de grassenfamilie (Poaceae) zoals Corynephorus, struisriet (Calamagrostis), zwenkgras (Festuca), cypergrassenfamilie (Cyperaceae) met name zandzegge (Carex arenaria). De volwassen wantsen worden ook op andere planten gevonden. De wantsen zitten het grootste deel van de tijd in de zandbodem ingegraven. Alleen in paartijd, als de eieren gelegd worden en bij warm weer lopen ze over het zandoppervlak. De volwassenen wantsen overwinteren. De volwassen wantsen van de nieuwe generatie verschijnen in vanaf midden juli. Er is één generatie per jaar.